# Кашфі
Кашфі (перс. كشفي) — село в Ірані, у дегестані Вірмуні, у Центральному бахші, шагрестані Астара остану Ґілян. За даними перепису 2006 року, його населення становило 131 особу, що проживали у складі 27 сімей.

## Клімат
Середня річна температура становить 13,60 °C, середня максимальна – 27,03 °C, а середня мінімальна – -0,36 °C. Середня річна кількість опадів – 899 мм.
| Клімат поселення                              | Клімат поселення | Клімат поселення | Клімат поселення | Клімат поселення | Клімат поселення | Клімат поселення | Клімат поселення | Клімат поселення | Клімат поселення | Клімат поселення | Клімат поселення | Клімат поселення | Клімат поселення |
| Показник                                      | Січ.             | Лют.             | Бер.             | Квіт.            | Трав.            | Черв.            | Лип.             | Серп.            | Вер.             | Жовт.            | Лист.            | Груд.            |                  |
| Середній максимум, °C                         | 10,38            | 9,99             | 12,24            | 16,96            | 21,04            | 24,93            | 27,03            | 26,72            | 22,83            | 19,87            | 14,68            | 11,07            |                  |
| Середня температура, °C                       | 5,20             | 4,82             | 7,08             | 11,78            | 15,87            | 19,75            | 23,12            | 22,80            | 18,91            | 15,94            | 10,77            | 7,16             |                  |
| Середній мінімум, °C                          | 0,02             | −0,36            | 1,90             | 6,62             | 10,70            | 14,58            | 19,20            | 18,87            | 14,99            | 12,02            | 6,86             | 3,23             |                  |
| Норма опадів, мм                              | 73               | 74               | 77               | 55               | 45               | 29               | 13               | 43               | 114              | 170              | 119              | 87               |                  |
| Середньомісячна швидкість вітру, м/с          | 2.40             | 2.53             | 2.50             | 2.46             | 2.40             | 2.62             | 2.71             | 2.51             | 2.24             | 2.13             | 2.00             | 2.10             |                  |
| Середньомісячна сонячна радіація, кДж/м²·день | 6803             | 9117             | 11251            | 15718            | 19983            | 22883            | 23728            | 20047            | 16087            | 10900            | 8176             | 6345             |                  |
| --------------------------------------------- | ---------------- | ---------------- | ---------------- | ---------------- | ---------------- | ---------------- | ---------------- | ---------------- | ---------------- | ---------------- | ---------------- | ---------------- | ---------------- |
| Джерело:                                      |                  |                  |                  |                  |                  |                  |                  |                  |                  |                  |                  |                  |                  |